# 保羅·薩繆爾森
保羅·安東尼·薩繆爾森（英語：Paul Anthony Samuelson，1915年5月15日—2009年12月13日），生於美國印第安納州加里，經濟學家，專長於數理經濟學、國際貿易等，為新古典綜合學派的創始者之一，他是凯恩斯学派在美國推廣的重要學界領導者之一，為鹽水學派代表人物。
保羅·薩繆爾森於16歲時進入芝加哥大學，之後在哈佛大學取得博士學位。25歲時成為麻省理工學院經濟學助理教授，32歲時成為正教授。1947年在其《经济分析基础》（Foundation of Economic Analysis）一书中提出比较静态经济分析方法，同年获得约翰·贝茨·克拉克奖。1948年出版《经济学——入门分析》，它是美國第二本以凯恩斯学派為主的經濟學教科書，也是第一本成功推廣凯恩斯学派的教科書。它成為史上最暢銷的經濟學教科書，現今是19版，曾譯成40種語言，全球賣出接近四百萬本。他使麻省理工學院的經濟學系成為全美國的經濟學重鎮，培育出多位傑出經濟學者，如保羅·克魯格曼、罗伯特·C·默顿、约瑟夫·斯蒂格利茨等人，其中多人在日後都獲得諾貝爾經濟學獎。
薩繆爾森曾經擔任美國约翰·肯尼迪總統與詹森總統的經濟顧問，也曾擔任美国财政部與美国总统经济顾问委员会的顧問。他曾與米爾頓·傅利曼在《新闻周刊》寫作每週專欄，兩人分別以凱恩斯學派與貨幣學派的支持者，進行經濟政策的討論。1970年获得第二届诺贝尔经济学奖，是第一位得到諾貝爾經濟學獎的美國學者。1996年得到美国国家科学奖章。

## 生平
保羅·薩繆爾森在美國印第安納州的加里出生，1923年搬到芝加哥居住。16歲進入芝加哥大學，1935年获芝加哥大学文学学士学位，1936年获芝加哥大学文学硕士学位，1941年获得哈佛大学理学博士学位，他的博士論文得到當年度哈佛大學大衛·威爾茲經濟學獎（David A. Wells prize）。
在哈佛就读期间，师从约瑟夫·熊彼特、华西里·列昂惕夫、哥特弗里德·哈伯勒和有“美国的凯恩斯”之称的阿尔文·汉森研究经济学。萨缪尔森出身于经济学世家，其弟弟罗伯特·萨默斯、弟妹安妮塔·萨默斯、侄子勞倫斯·亨利·薩默斯均为经济学家。
担任过的主要教席/职务有：
- 1940年任麻省理工大学经济学助理教授，1944年升任副教授；
- 1944-1945年间在MIT辐射实验室（英语：MIT Radiation Laboratory）任职；
- 1945年兼任福莱切法律与外交学校国际经济关系教授；
- 1948-1949年古根汉姆研究员。

## 名言
斯塔尼斯拉夫·乌拉姆曾问萨缪尔森能不能找到一个社会科学中的理论，既是真的，又不是可有可无的。几年后，萨缪尔森说他找到了一个：大卫·李嘉图的经济学里的“比较优势理论”。萨缪尔森说：“其逻辑上的正确意见不容置疑，而且并非可有可无，因为千万个重要的聪明人都未能掌握这个理论的要点，或者不相信这个理论。”
萨缪尔森在新闻周刊里讲过这样一个经济学笑话：
为佐证华尔街对GNP的悲观预期，有评论员称华尔街成功预言了过去五次经济衰退中的四次。这显然低估了华尔街的能力，从股票指数来看，华尔街预言了过去五次经济衰退中的九次，那些错误美不胜收。
薩繆森寫的教科書從1961年到1980年7次預測蘇聯的國民生產毛額將會超過美國。

## 主要著作
- 《經濟分析基礎》（Foundations of Economic Analysis）哈佛大学出版（1947年，增补版1983年）
- 《經濟學》（Economics）麦克格劳-希尔出版集团（1948年，从1985年开始与威廉姆·诺德豪斯合著，第19版2009年）